# 丰蒂韦罗斯
丰蒂韦罗斯，是西班牙卡斯蒂利亚-莱昂阿维拉省的一个市镇。 总面积36km2, 总人口931人（2001年），人口密度26人/km2。

## 地理
该市位于阿维拉省东北部的莫拉尼亚，占地 36.42 平方公里2，由 Zapardiel 供水。